# オレグ・ステパノフ
オレグ・ステパノフ（ロシア語: Олег Сергеевич Степанов, 1939年12月10日 - 2010年2月27日）はロシアの柔道家。ソビエト連邦代表として1964年東京オリンピックの柔道軽量級に出場、日ソ対抗戦でも判定戦となる好勝負を演じた相手の中谷雄英と準決勝で対戦し足取り攻撃で対抗したが敗れ銅メダルを獲得した。

## 主な戦績
- 1963年 - プレオリンピック　2位
- 1964年 - 1964年東京オリンピック　3位
- 1965年 - ヨーロッパ選手権　優勝
- 1965年 - 世界選手権　3位
- 1966年 - ヨーロッパ選手権　優勝